# DeMario Mayfield
DeMario Aquan Mayfield (Carnesville, 23 maggio 1991) è un cestista statunitense naturalizzato iracheno.

## Palmarès
- Iraqi Basketball League: 3

Al Naft: 2016-17, 2017-18, 2018-19